# Vaginoceras oppletum
Vaginoceras oppletum — викопний вид головоногих молюсків родини Endoceratidae вимерлого ряду ендоцерід (Endocerida), що існував в ордовицькому періоді (466—458 млн років тому). Викопні рештки молюска знайдені у штаті Нью-Йорк, США (геологічні формації Чейзі та Кроун-Пойнт).

## Оригінальна публікація
- R. Ruedemann. 1906. Cephalopoda of the Beekmantown and Chazy formations of the Champlain Basin. Bulletin of the New York State Museum, Paleontology 14:389-611